# Harald Smith
Jørgen Harald Andersen Smith (8. december 1888 i Munke Bjergby Sogn – 11. februar 1973) var seminarieforstander i Ranum og i Odense.
Han var født i Døjringe, Munke Bjergby ved Sorø som søn af lærer Jens Peter Andersen Smith og hustru Christine Margrethe, født Henriksen. Han blev gift 7. juli 1911 med Helvig, født 1895 i Slagelse som datter af bagermester Nikolaj Møller og hustru Christina, født Bruhn.
Harald Smith tog lærereksamen fra Jelling Seminarium i 1909, studentereksamen 1913, cand.phil. 1914. Studieophold i Tyskland.
Harald Smith var lærer i Skovshoved, Hellerup og Øverød ved Holte, inden han 1910-1920 blev lærer ved Københavns kommunale skolevæsen og fra 1916 også ved Købmandsskolen i København. 1920-1923 var han lærer på Haderslev Seminarium og leder af øvelsesskolen ved seminariet. Tilbage i hovedstaden 1923 blev han lærer på KFUM's Seminarium på Frederiksberg samt leder af øvelsesskolen.
Harald Smith var forstander for Ranum Statsseminarium 1937-1944, hvorefter han efter vennen Alfred Hansens død efterfulgte ham som forstander for Odense Seminarium og Forskoleseminarium 1944-1954.
- 1933-1949 formand for Seminariernes Praktiklærerforening
- 1935-37 og 1945-48 bestyrelsesmedlem i Privatseminarieforeningen
- 1937-1952 bestyrelsesmedlem i Kristelig Lærerforening
- 1942-1944 bestyrelsesmedlem i Dansk Seminarieforening
- 1943-1946 redaktør af Seminariebladet
- 1951-1954 formand for Folkeligt Oplysnings Forbund i Odense

Som pensionist fra 1954 boede Harald Smith i Søborg nord for København.